# Saint-Martin-d'Arc
Saint-Martin-d'Arc és un municipi francès situat al departament de la Savoia i a la regió d'Alvèrnia-Roine-Alps. L'any 2007 tenia 356 habitants.

## Demografia

### Població
El 2007 la població de fet de Saint-Martin-d'Arc era de 356 persones. Hi havia 148 famílies de les quals 40 eren unipersonals (12 homes vivint sols i 28 dones vivint soles), 44 parelles sense fills, 52 parelles amb fills i 12 famílies monoparentals amb fills.
La població ha evolucionat segons el següent gràfic:
Habitants censats

### Habitatges
El 2007 hi havia 205 habitatges, 151 eren l'habitatge principal de la família, 40 eren segones residències i 15 estaven desocupats. 171 eren cases i 35 eren apartaments. Dels 151 habitatges principals, 110 estaven ocupats pels seus propietaris, 37 estaven llogats i ocupats pels llogaters i 4 estaven cedits a títol gratuït; 5 tenien dues cambres, 24 en tenien tres, 40 en tenien quatre i 82 en tenien cinc o més. 116 habitatges disposaven pel capbaix d'una plaça de pàrquing. A 58 habitatges hi havia un automòbil i a 67 n'hi havia dos o més.

### Piràmide de població
La piràmide de població per edats i sexe el 2009 era:
| Homes | Edats   | Dones |
| ----- | ------- | ----- |
| 0     | 95 o +  | 0     |
| 0     | 90 a 94 | 0     |
| 0     | 85 a 89 | 8     |
| 0     | 80 a 84 | 0     |
| 0     | 75 a 79 | 16    |
| 20    | 70 a 74 | 12    |
| 0     | 65 a 69 | 12    |
| 4     | 60 a 64 | 4     |
| 0     | 55 a 59 | 4     |
| 20    | 50 a 54 | 16    |
| 20    | 45 a 49 | 16    |
| 16    | 40 a 44 | 16    |
| 16    | 35 a 39 | 16    |
| 4     | 30 a 34 | 8     |
| 12    | 25 a 29 | 8     |
| 0     | 20 a 24 | 0     |
| 12    | 15 a 19 | 12    |
| 8     | 10 a 14 | 4     |
| 8     | 5 a 9   | 12    |
| 8     | 0 a 4   | 4     |

## Economia
El 2007 la població en edat de treballar era de 233 persones, 153 eren actives i 80 eren inactives. De les 153 persones actives 147 estaven ocupades (88 homes i 59 dones) i 6 estaven aturades (1 home i 5 dones). De les 80 persones inactives 30 estaven jubilades, 17 estaven estudiant i 33 estaven classificades com a «altres inactius».

### Ingressos
El 2009 a Saint-Martin-d'Arc hi havia 150 unitats fiscals que integraven 363 persones, la mediana anual d'ingressos fiscals per persona era de 17.883 €.

### Activitats econòmiques
Dels 10 establiments que hi havia el 2007, 1 era d'una empresa de fabricació d'altres productes industrials, 3 d'empreses de construcció, 1 d'una empresa de comerç i reparació d'automòbils, 1 d'una empresa d'hostatgeria i restauració, 1 d'una empresa immobiliària, 1 d'una empresa de serveis i 2 d'empreses classificades com a «altres activitats de serveis».
Dels 3 establiments de servei als particulars que hi havia el 2009, 1 era una lampisteria, 1 electricista i 1 restaurant.

## Equipaments sanitaris i escolars
El 2009 hi havia una escola elemental.

## Poblacions més properes
El següent diagrama mostra les poblacions més properes.